# Contea di Cobb
La contea di Cobb è una contea dello Stato staunitense della Georgia. La sua fondazione risale al 3 dicembre 1832. La popolazione, secondo il censimento del 2006, è di 679 325 abitanti e la sua capitale è Marietta, che si trova al centro della contea. Il nome della contea deriva dal giudice Thomas Willis Cobb, rappresentante e Senatore della Georgia all'inizio del diciannovesimo secolo.

## Geografia fisica
Secondo lo United States Census Bureau, la contea ha un'area totale di 892 km² (345 miglia quadrate), 881 dei quali sono occupati da terra e 12 dei quali (corrispondenti all'1,27% della superficie totale) sono occupati dalle acque.
I fiumi più importanti della zona sono il Chattahoochee, il Sope, il Sweetwater e il Noonday. Importante è anche il lago Allatoona.

## Strade principali
- Interstate 20, 75, 285 e 575
- US Route 41, 78 e 278
- State Route (strade statali) 3, 5, 6, 8, 92, 120, 176, 280, 370

Altre vie di comunicazione sono il Cobb County Airport (aeroporto della contea di Cobb), la base dell'Aeronautica Dobbins e il Cobb Community Transit, ovvero il trasporto pubblico via bus.

## Società

### Evoluzione demografica
Secondo il censimento del 2006, la popolazione era di 679 325 persone. La popolazione è composta per il 64,3% da bianchi, per il 21,2% da neri o afroamericani, per lo 0,5% da nativi americani, per il 3,8% da asiatici, per l'8,8% da altre razze, per l'1,4% da due o più razze e per il 10,0% da ispanici e latini. L'8,5% della popolazione e il 6,8% delle famiglie vivono sotto la soglia della povertà.

## Governo ed elezioni
Come per tutte le contee della Georgia, la contea di Cobb ha la massima libertà decisionale in tutti gli ambiti, a patto che la legislazione non entri in conflitto con leggi statali e federali e con le costituzioni. La contea di Cobb è al momento governata da un Board of Commissioners (consiglio dei Commissari) formato da cinque membri, che ha sia potere legislativo che esecutivo. Il capo del consiglio è eletto a livello di Contea, gli altri quattro membri rappresentano ognuno un distretto. Il Consiglio ha un direttore che sorveglia le operazioni quotidiane dei dipartimenti esecutivi. C'è anche un Board of Education (Consiglio per l'educazione) che è composto da sette membri.
La contea ha anche un dipartimento di polizia separato che è sotto il controllo del consiglio dei commissari.

## Città principali
Le città principali sono Acworth, Austell, Kennesaw, Marietta, Powder Springs e Smyrna.

## Imprese principali
Le imprese principali comprendono il Weather Channel, un network televisivo che fornisce previsioni e notizie riguardanti il tempo 24 ore su 24, la Home Depot, un'impresa di costruzioni, la Lockheed Martin, un'impresa di manifatture aerospaziali, la Georgian Northeastern Railroad (ferrovie), la Genuine Parts Company, specializzata in pezzi di ricambio per automobili e macchinari industriali e la Glock, azienda austriaca produttrice di armi.

## Luoghi ricreativi
Alcuni tra i principali punti ricreativi della contea sono:
- Il parco acquatico di Six Flags White Water
- Il parco a tema di Six Flags over Georgia
- Il parco di divertimenti nazionale del fiume Chattahoochee
- Il parco del campo di battaglia del monte Kennesaw (in cui è stato conservato un campo di battaglia della campagna di Atlanta, durante la Guerra Civile Americana)
- Il cimitero nazionale di Marietta
- Il Silver Comet Trail (un progetto che trasforma le antiche linee ferroviarie in percorsi per le biciclette o l'equitazione)

## Scuole
Alcune delle principali scuole della contea sono:
- Istituto tecnico Chattahoochee
- Distretto scolastico della contea di Cobb
- Accademia Cristiana Cumberland
- Università di stato di Kennesaw
- Southern Polytechnic State University